# Volterra, le municipe
Ne doit pas être confondu avec Volterra, la citadelle.
Volterra, le municipe est un tableau peint en 1834 par Camille Corot, et qui représente la ville de Volterra.
Volterra, le municipe est donné par Étienne Moreau-Nélaton au musée du Louvre en 1906, avec son compagnon Volterra, la citadelle. Il fait partie des collections du département des Peintures et porte le numéro d'inventaire RF 1618.

## Historique
Volterra, le municipe est un tableau haut de 70 centimètres et large de 94 centimètres peint en 1834 par Camille Corot, et qui représente la ville de Volterra, et réalisé lors de son second séjour en Italie. Il a peint par la même occasion Volterra, la citadelle.
L'œuvre est donnée au musée du Louvre en 1906, en même temps que son compagnon Volterra, la citadelle, par Étienne Moreau-Nélaton. Elle fait depuis lors partie des collections du département des Peintures et porte le numéro d'inventaire RF 1618,.